# Freek Keizer
Freek Keizer (Nijeveen, 1952) is een Nederlands voormalig korfballer, korfbalcoach en bondscoach. Als speler won hij geen kampioenschap, maar dit lukte wel in zijn coachingscarrière. Keizer is ook verantwoordelijk geweest voor de missie om korfbal globaal te promoten, samen met korfbalpionier Adri Zwaanswijk.

## Speler
Keizer begon met korfbal bij DOS'46 uit Nijeveen. Daar speelde hij in de eerste teams tot aan zijn studententijd.
Keizer ging studeren aan de ALO in Groningen en ging daarom in 1974 spelen bij het Groningse Nic.. Daar zorgde hij nog voor een klein opstootje, want met zijn nieuwe club Nic. moest hij een beslissingsduel voor de promotie naar de Overgangsklasse spelen tegen zijn oude club DOS'46. Keizer had vooraf geroepen dat Nic. zou winnen en dat namen zijn oud clubgenoten van DOS'46 hem niet in dank af. Het duel was daarom al voor aanvang omstreden. Uiteindelijk won DOS'46 dit belangrijke duel.
Keizer speelde tot 1976 bij Nic. En ging in 1977 terug naar zijn oude club DOS'46.
Na 1 seizoen terug in Nijeveen besloot Keizer in 1978 om mee te gaan op een internationale missie voor het korfbal. Korfbalpionier en oud bondscoach Adri Zwaanswijk had een missie aangenomen om korfbal op globaal niveau populairder te maken en plande in 1978 een reis naar Amerika. Keizer wilde meehelpen aan deze missie en besloot als topspeler van die periode mee te gaan. Hij schreef zich derhalve ook in bij de Universiteit van Oregon.

### DKOD en DVO
In 1980 ging Keizer spelen bij DKOD, onder leiding van coach en bondscoach Ben Crum.
De ploeg was in 1978 in de zaal uit de Hoofdklasse gedegradeerd en op het veld speelde het al een tijdje niet meer in de hoogste klasse.
In 1984 lukte het DKOD om in de zaal weer terug te keren naar de Hoofdklasse. In het eerste seizoen terug eindigde het op een goede derde plek in de Hoofdklasse B.
In het tweede seizoen in de Hoofdklasse, 1985-1986 werd DKOD zelfs eerste in de Hoofdklasse A, waardoor het de zaalfinale van Nederland mocht spelen. Keizer was 34 jaar en was dus al een routinier geworden. DKOD verloor de finale van ROHDA met 14-12. Deze wedstrijd bleek achteraf de eerste en laatste kans voor Keizer om als speler een landelijke titel te pakken, want in 1987 mist DKOD de finale omdat het uiteindelijk tweede eindigt.
In 1987 besluit Keizer nog 1 seizoen te spelen, maar niet meer op het hoogste niveau. Hij gaat spelen bij het Bennekomse DVO, dat zowel op het veld als in de zaal niet uitkomt in de Hoofdklasse. In 1988, op 36-jarige leeftijd is het voor Keizer genoeg geweest en stopt hij als speler.

## Coach
Na zijn carrière als speler werd Keizer coach in de korfbalwereld. Zijn eerste klus bood zich aan in februari 1989. Oost-Arnhem was al 2 jaar achter elkaar zaalkampioen van Nederland geworden, maar coach Jan Wals stopte in 1989 net voordat de club voor de derde keer op rij in de finale zou staan. Keizer kon in deze hele korte tijd geen veranderingen meer doorvoeren in het team  en kon daardoor niet helemaal zijn stempel op de ploeg drukken. Oost Arnhem haalde wel weer de finale, maar verloor deze eindstrijd van PKC met 11-8.
Keizer besloot om door te coachen in seizoen 1989-1990, maar Oost Arnhem werd 2e in de Hoofdklasse A, waardoor het niet in de finale terecht kwam.
In 1990 besloot Keizer Oost Arnhem te verlaten en hij werd vervangen door Aart Schalk.

### Nic.
In 1992 werd Keizer de nieuwe hoofdcoach van Nic., waar hij zelf ook had gespeeld. Hij verving daar de vertrekkende coach Hans van der Kaa.
In zijn eerste seizoen als hoofdcoach werd Nic. in de zaal en op het veld een middenmoter. Het ging echter in seizoen 1993-1994 vele malen beter en Nic. Had een goed team met spelers zoals Taco Poelstra en Kees Vlietstra en de ploeg deed mee om de prijzen. Keizer had zelfs zo veel vertrouwen in het team dat hij een ludieke actie bedacht. Hij had afgesproken dat hij na elke verliespartij 13 km zou lopen en dat hij voor elke winstpartij een kwartje per deelnemer van de weddenschap zou winnen. Het opgehaalde bedrag ging uiteindelijk naar de Nic. clubkas. In 1994 eindigde Nic. in de zaal net 3e in de Hoofdklasse A, maar op het veld deed de ploeg het beter. Nic. werd 1 in de Hoofdklasse A en kon de veldfinale spelen tegen ROHDA. Nic. won de eerste finalewedstrijd met een duidelijke 16-10 en in de tweede finalewedstrijd maakten ze het werk af. De tweede wedstrijd eindigde in een nipte 9-8 overwinnen, maar Nic. was wel veldkampioen, voor de eerste keer in de clubgeschiedenis.
Na 2 seizoenen bij Nic. waaronder de veldtitel van '94 stopte Keizer als hoofcoach. Hij werd er vervangen door Jan Tuttel.

### Die Haghe
In 1996 begon Keizer aan een nieuw avontuur als hoofdcoach. Hij werd de nieuwe coach van KV Die Haghe. Hij verving daar clubicoon John Tims en kwam voor een talentvolle ploeg te staan met spelers zoals Tim Abbenhuis, Kees Slingerland en Mady Tims.
In zijn eerste seizoen (1996-1997) deed de ploeg goede zaken. In de zaal eindigde de ploeg net 2e in de Hoofdklasse A, net achter PKC. In de veldcompetitie moest Die Haghe een beslissingsduel spelen tegen Oost-Arnhem om te beslissen wie er in de veldfinale moch spelen. Keizer en Die Haghe verloren nipt met 16-15, waardoor ze net de veldfinale misliepen.
Ondanks dat de Die Haghe een succesvol seizoen had gespeeld rommelde het binnen de club. In de zomer van 1997 besloten Mady Tims en Ludo Tissingh om weg te gaan bij de club en te verhuizen naar concurrent PKC.
Keizer's tweede seizoen als hoofdcoach, 1997-1998 begon dus wat hectisch vanwege deze rel, maar desondanks deed de ploeg het goed. Zowel in de zaal als op het veld lag Die Haghe goed op koers om de finales te halen. Die Haghe plaatste zich voor de zaalfinale van 1998 en trof daar PKC. Alle ogen waren in die finale gericht op de overgestapte Mady Tims en Ludo Tissingh en daardoor leek Die Haghe niet in het eigen spel te komen. PKC won de finale dan ook met 19-14.
Ondertussen had Keizer aangegeven dat hij zou stoppen na dit seizoen bij Die Haghe. Op het veld werd Die Haghe 1e in de Hoofdklasse A met 25 punten en plaatste zich ook voor de veldfinale. Zes dagen voor de veldfinale werd Keizer bij Die Haghe in het zonnetje gezet als vertrekkend coach. Er was een bijeenkomst met toespraken en bloemen om het succes (2 finales in 1 seizoen) te vieren, maar dit kreeg een wrange nasmaak. De dag na deze feestelijkheden ontsloeg Die Haghe coach Keizer. Het clubbestuur vertelde in de media dat het ontslag kwam vanwege een gebrek aan vertrouwen richting Keizer vanuit de spelersgroep. De verbazing bij Keizer was dan ook groot. Zodoende was hij coach-af tijdens de veldfinale tegen Nic. , de ploeg waar hij eerder coach was geweest. Die Haghe maakte van coach Nick van Dam de interim coach die alsnog de veldfinale moest winnen. Uiteindelijk won Nic. deze finale met 19-15 en stond Die Haghe na 2 finales met lege handen.

## Bondscoach
In 1999 kwam er een onverwachte klus als coach voor Keizer. De bondscoach van het Nederlands korfbalteam Jan Hof had zojuist het WK 1999 met goud afgesloten toen hij de functie verliet. Plotseling was de bond op zoek naar een nieuwe bondscoach voor Oranje. Ze vonden Keizer bereid om als interim bondscoach te fungeren. Zo was Keizer de bondscoach voor 2 interlandwedstrijden toen de bond per 2000 Jan Sjouke van den Bos aanstelde als nieuwe permanente bondscoach.

## Erelijst als coach
- Nederlands kampioen veldkorfbal, 1x (1994)
- Coach van het Jaar, 2x (1997 en 1998)